# King's African Rifles

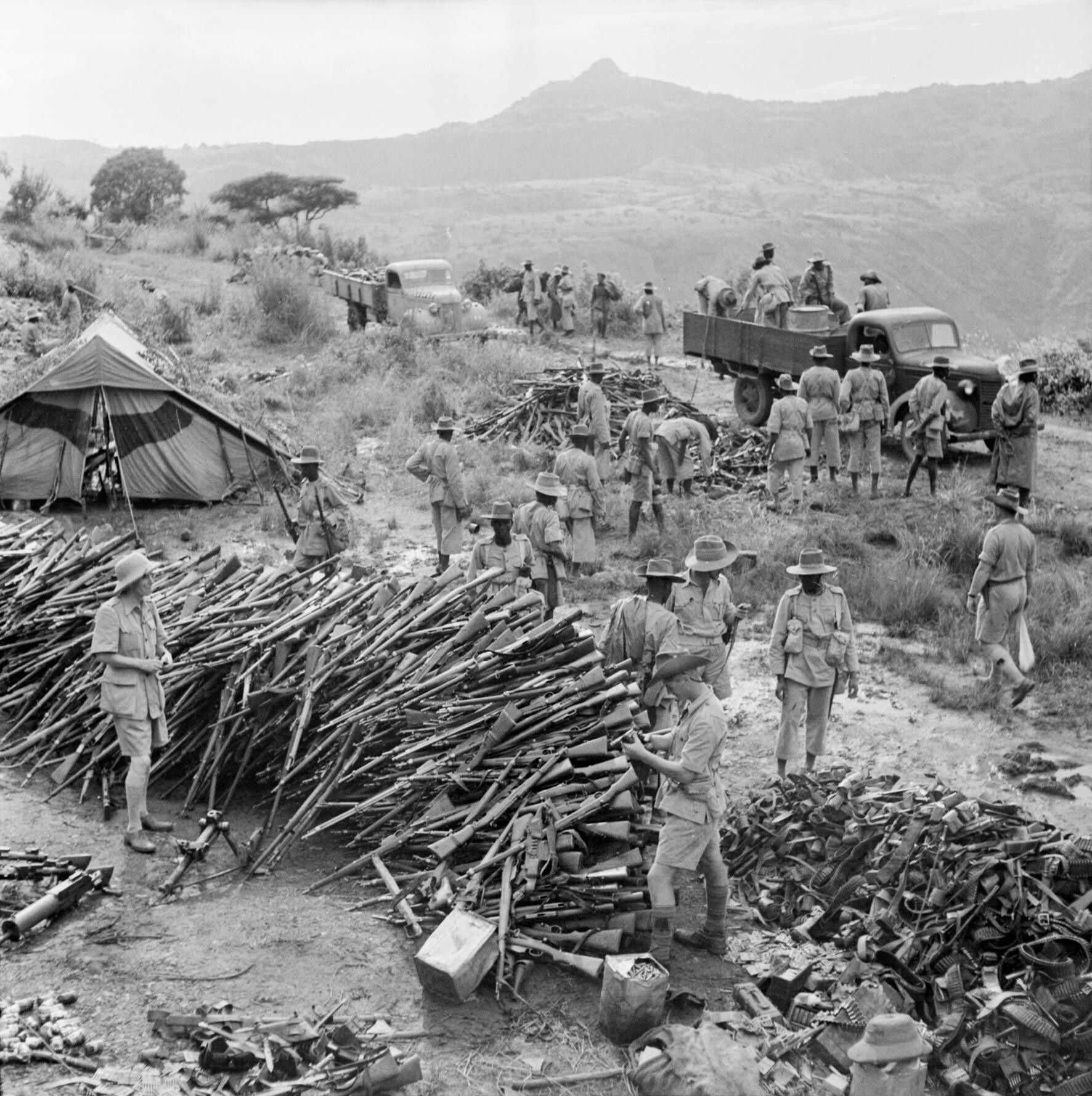
28 settembre 1941. Soldati dei King's African Rifles raccolgono le armi abbandonate dalle forze italiane al passo Wolchefit, in Etiopia, alla fine della Campagna Alleata in Africa Orientale (seconda guerra mondiale). Fotografia di H. J. Clements.

I King's African Rifles (KAR, "fucilieri africani del re" in inglese) furono un corpo militare dei possedimenti coloniali britannici in Africa Orientale. Fondato nel 1902, il corpo venne sciolto definitivamente solo negli anni sessanta, quando le ultime colonie britanniche nell'area divennero nazioni indipendenti. Il KAR svolgeva sia funzioni militari che di polizia e altre mansioni. I soldati del KAR erano àscari, mentre gli ufficiali provenivano in genere dai reggimenti del British Army. Solo verso gli ultimi decenni della storia del corpo divenne comune la presenza di ufficiali africani (soprattutto sudanesi).

## Formazione
I primi sei battaglioni del KAR vennero istituiti nel 1902, fondendo tre corpi militari precedenti, il Central Africa Regiment, gli East Africa Rifles e gli Uganda Rifles. I battaglioni erano dislocati in Nyasaland, Kenya, Uganda e nella Somalia britannica. Tre dei sei battaglioni furono sciolti nel 1910; questa fu sia una misura di riduzione dei costi da parte dell'amministrazione coloniale, sia la risposta dell'amministrazione alle preoccupazioni espresse dai coloni bianchi, che non vedevano di buon occhio l'esistenza di un esercito di neri ben addestrati e armati nelle colonie.

## Impiego militare

### Prima della Grande Guerra
I KAR presero parte alla campagna militare contro Sayyid Mohammed Abdullah Hassan in Somalia nei primi anni 1900. I KAR parteciparono anche all'operazione conclusiva della campagna in cui Hassan fu sconfitto definitivamente (nel 1920).

### Prima guerra mondiale
Nel 1914, i KAR erano suddivisi in 21 compagnie, organizzate in 3 battaglioni. Ogni compagnia comprendeva 70-80 soldati armati di fucile e una mitragliatrice. Nel 1915 i battaglioni furono ampliati e riorganizzati, e due dei tre che erano stati sciolti nel 1910 (il Secondo Nyasaland e il Quinto Kenya) furono ricostituiti per far fronte alle nuove esigenze nate con lo scoppio della prima guerra mondiale. Ulteriori ampliamenti minori di organico avvennero nel 1916. Nel 1917, con l'avvento del generale Hoskin al comando delle forze armate britanniche in Africa orientale, diversi battaglioni vennero addirittura raddoppiati, anche attingendo agli ascari dei territori tedeschi conquistati. Entrarono in servizio nei KAR anche unità di cavalleria (su cammello). In seguito a tutte queste trasformazioni, alla fine del 1918 i KAR comprendevano 22 battaglioni. L'organico raggiunse prima della guerra un totale di 1.193 ufficiali britannici e 30.658 soldati africani.
I KAR combatterono nella campagna dell'Africa Orientale Tedesca contro il comandante tedesco Paul Emil von Lettow-Vorbeck. Le operazioni di supporto erano svolte dai Carrier Corps, anch'essi arruolati fra i nativi africani.
Durante la guerra furono uccisi o feriti 5.117 ascari dei KAR, e altri 3.039 morirono di malattie contratte durante la campagna.

### Fra le due guerre
Dopo la fine della Prima guerra mondiale i KAR furono parzialmente smobilitati e ridotti a 6 battaglioni. Nel 1938 l'organico era costituito da un centinaio di ufficiali e 2.821 soldati. Questo nucleo fu nuovamente e rapidamente ampliato allo scoppio della seconda guerra mondiale; nel marzo del 1940 i KAR comprendevano già oltre 20.000 ascari.

### Seconda guerra mondiale
Durante la seconda guerra mondiale, i KAR furono impiegati su diversi fronti, e subirono ancora numerose riorganizzazioni. Combatterono contro gli italiani nell'Africa Orientale Italiana, contro i francesi di Vichy in Madagascar, e contro i giapponesi a Burma. Alla fine della guerra, i KAR comprendevano 43 battaglioni, nove compagnie di guarnigione, un reggimento di autoblindo e una unità di artiglieria, nonché reparti di genio militare, telecomunicazioni e trasporti.

### Dopo la guerra
Negli anni che precedettero l'indipendenza delle colonie britanniche in Africa, la storia dei KAR si intrecciò in diversi modi con quella dei movimenti indipendentisti. Tra l'altro, Idi Amin (futuro dittatore dell'Uganda) prestò servizio nei KAR e in tale corpo ricevette il proprio addestramento militare. Nel 1952, i KAR combatterono nella repressione della rivolta Mau-Mau in Kenya.
Man mano che le colonie britanniche ottenevano l'indipendenza, dai KAR vennero formati i nuclei dei futuri eserciti nazionali. Erano originariamente KAR, tra l'altro, i Malawi Rifles (Malawi), il Northern Rhodesia Regiment (poi Zambia Regiment, Zambia), i Kenya Rifles (Kenya), gli Uganda Rifles (poi Uganda People's Defence Force, Uganda) e i Tanganyika Rifles (Tanzania). La misura in cui l'eredità dell'esercito britannico influenza gli eserciti nazionali moderni di questi paesi dipende da caso a caso. In Tanzania, per esempio, il modello militare britannico venne messo in discussione e abbandonato negli anni '60; in Kenya, al contrario, l'esercito rimane fedele alla tradizione coloniale britannica, e le vittorie dei King's African Rifles sono ancora commemorate con cerimonie militari.

## Personaggi celebri che militarono nei KAER
- Nigel Gray Leakey
- Roald Dahl
- Idi Amin
- Roy Stockwell
- Colin Campbell Mitchell
- Tony Hargrave-Smith
- Peter Hopkirk